# Phaedyma pisias
Phaedyma pisias är en fjärilsart som beskrevs av Frederick DuCane Godman och Osbert Salvin 1888. Phaedyma pisias ingår i släktet Phaedyma och familjen praktfjärilar. Inga underarter finns listade i Catalogue of Life.